# Hahnia upembaensis
Hahnia upembaensis är en spindelart som beskrevs av Robert Bosmans 1986. Hahnia upembaensis ingår i släktet Hahnia och familjen panflöjtsspindlar.
Artens utbredningsområde är Kongo. Inga underarter finns listade i Catalogue of Life.